# Gymnopilus pleurocystidiatus
Gymnopilus pleurocystidiatus là một loài nấm thuộc họ Cortinariaceae.